# Elsy Jacobs

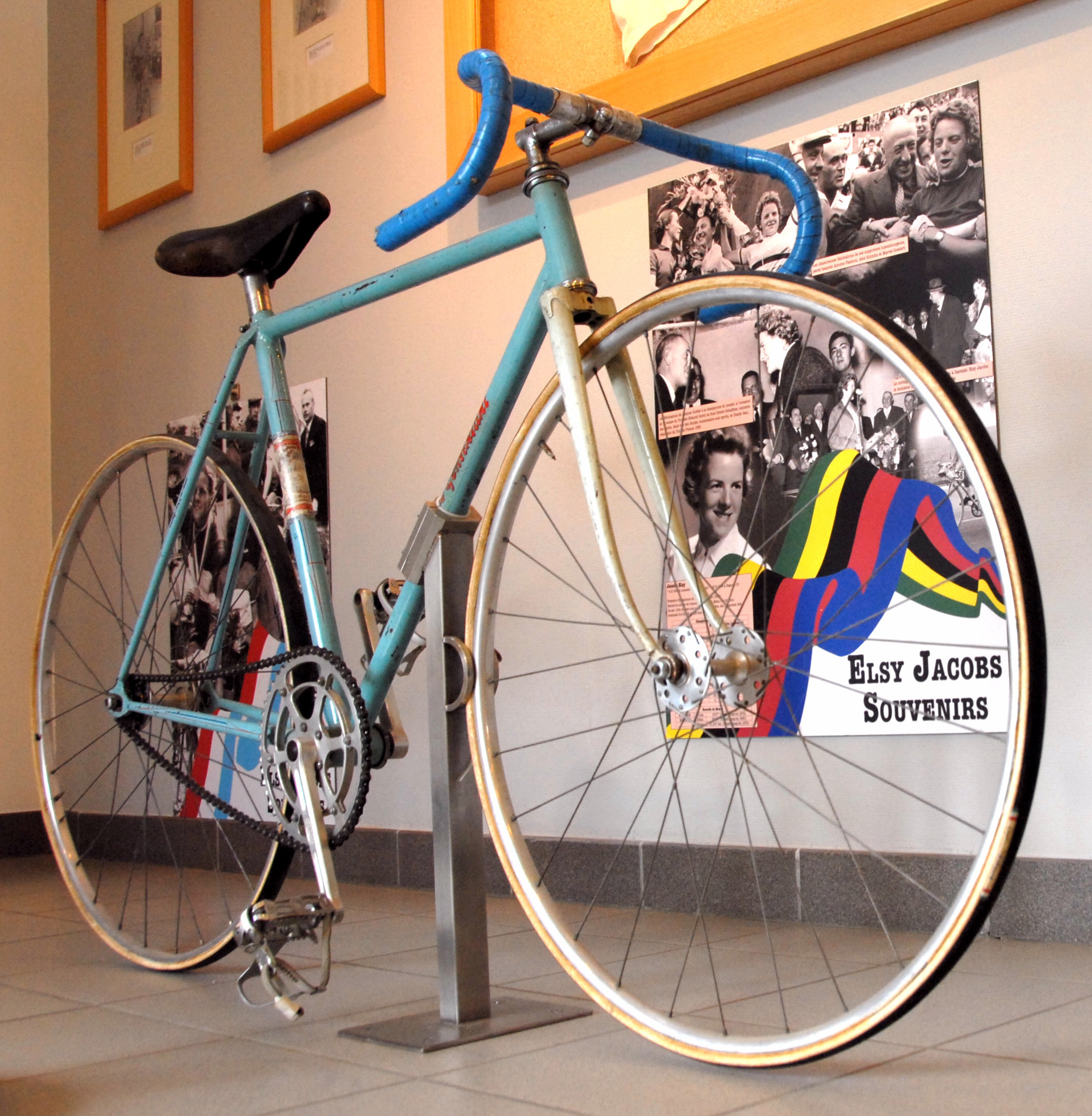
Bicicleta d'Elsy Jacobs

Elsy Jacobs (Garnich, 4 de març de 1933 - Guémené-sur-Scorff, 28 de febrer de 1998), va ser una ciclista luxemburguesa. Va destacar tant en pista com en carretera. Fou la primera Campiona del món de la prova en ruta l'any 1958. També guanyà una medalla al Campionat del mundial de Persecució.
El 1958 va batre el rècord de l'hora amb una distància de 41,347 km. Aquesta marca va estar imbatuda durant catorze anys, fins que va ser superada per la italiana Maria Cressari.
Des del 2008 existeix una cursa anomenada Gran Premi Elsy Jacobs en honor seu.

## Palmarès en ruta
- 1958
  -  Campiona del món en ruta
- 1959
  -  Campiona de Luxemburg en ruta
- 1960
  -  Campiona de Luxemburg en ruta
- 1961
  -  Campiona de Luxemburg en ruta
- 1962
  -  Campiona de Luxemburg en ruta
- 1963
  -  Campiona de Luxemburg en ruta
- 1964
  -  Campiona de Luxemburg en ruta
- 1965
  -  Campiona de Luxemburg en ruta
- 1966
  -  Campiona de Luxemburg en ruta
- 1967
  -  Campiona de Luxemburg en ruta
- 1968
  -  Campiona de Luxemburg en ruta
- 1970
  -  Campiona de Luxemburg en ruta
- 1971
  -  Campiona de Luxemburg en ruta
- 1972
  -  Campiona de Luxemburg en ruta
- 1973
  -  Campiona de Luxemburg en ruta
- 1974
  -  Campiona de Luxemburg en ruta